# Иса-бей Исакович
Иса-бей Исакович, Исхакбейоглу Иса, Гази Иса-бей (босн. Isa-beg Ishaković, тур. İshakbeyoğlu Îsâ Bey, Gazi Îsâ Bey ум. 1470) — османский военный и государственный деятель XV века, первый санджакбей санджака Босния (1454—1463, 1464—1470). Представитель знаменитого рода, принимавшего участие в покорении Балкан Османской империей. Иса-бей на землях, подвластных его семье, основал города Сараево и Нови-Пазар.

## Биография
Иса-бей был сыном уджбея Исхака, Отцом Исхака-бея был Паша Йигит-бей, братом  — знаменитый предводитель акынджи, Турахан-бей.
О ранних годах Исы ничего не известно, как и о дате рождения. Первое упоминание о нём относится к 1439 году, когда он остался в санджаке Скопье вместо своего отца Исхак-бея, который был послан во главе войска в Сербию.
В начале 1444 года умер отец Исы и он стал санджакбеем Смедерево. По Сегедскому договору  от 11 июля 1444 Смедерево было оставлено Сербии и Иса вернулся в Скопье. В том же 1444 году Иса участвовал в битве при Варне, а в 1448 году в Косовской битве.
Во время правления Мехмеда II Иса-бей, как и другие балканские уджбеи, сыграл большую роль в османском покорении Балкан.
В 1455 году он получил от Мехмеда II задание завоевать Новобрдо, где были расположены  месторождения серебра. Он предложил  защитникам сдать замок. Когда его предложение было отклонено, Иса осадил и захватил его. После Иса-бей совершил набег на Боснию. Во время неудачной осады Белграда в 1456 году Иса отличился. Когда османская армия терпела поражение и часть солдат отступила, он остался рядом с султаном и не покинул место сражения. Ибн Кемаль получил сведения от участника битвы. По его словам, султану грозила серьезная опасность.
С одной стороны от султана стоял Иса-бей, с другой -  Узгуроглу Иса-бей. Брат Исы Мустафа также сражался с венграми в первом ряду.
В критический момент Иса-бей отступил немного в сторону от того места, где находился султан,  перегруппировался и  дал отпор венгерским воинам, окружившим султана.
Иса-бей участвовал во втором завоевании Смедерево в 1459 году. Великий визирь Махмуд-паша поручил ему вместе с Алибейоглу Ахмедом переговоры о сдаче замка. Когда защитники не сдались, османские войска пошли на приступ, в итоге штурма город был взят, но его цитадель смогла устоять.
После завоевания Боснии в1463 гду он стал боснийским санджакбеем и занимал эту должность до 1469 года. Ибн Кемальписал, что после захвата Эвбеи в 1470 году он был отправлен в Востицу на Пелопоннесе и Иса-бей участвовал в захвате этого места  Отправляясь в Анатолию на войну с Узун-Хасаном в 1473 году, Мехмед II поручил ему охранять венгерскую границу в Румелии.
Последние упоминания Исы-бея в османских источниках относятся к 1476 году, когда он разрушил несколько крепостей в районе Моравы. Надпись на построенной им мечети Исы-бея в Скопье имеет дату 1475 год. Вероятно, он умер в Скопье около 1476 года. Его сын Мехмед-челеби посвятил деревню Узгаш в Эдирне имарету своего отца в Скопье  в 1485 году.

## Благотворительность
Иса-бей тратил часть своего дохода на благотворительность. Он построил мечеть (мечеть Иса-бея), еще одну мечеть, караван-сарай, ханку и медресе,  в Скопье. Потребности города в воде он закрыл, построив акведуки. Согласно вакуфу, в имарете кормили супом нуждающихся. Вакуфы Исы-бея были  большие и богатые,  включали доходы от  земель, магазинов, мельниц и виноградников.
Иса-бей считается основателем города Сараево. Построенный им дворец (сарай) был так великолепен, что город получил название Сараева. Так же Иса-бей считается основателем города Нови-Пазар в Сербии.
В Скопье он построил Чифте-Хаммам, караван-сарай Капан-Хан, мечеть, медресе, первую исламскую библиотеку в Европе.